# Gioco a informazione completa
Nella teoria dei giochi, sono definiti a informazione completa tutte quelle situazioni decisionali in cui la conoscenza su ogni giocatore è condivisa da tutti gli altri. Precisamente ogni giocatore è a conoscenza: 
- dello spazio delle strategie di ogni altro giocatore (Insieme delle strategie {\displaystyle \Sigma _{i}} del giocatore {\displaystyle \pi _{i}} i=1..n, n numero dei giocatori);
- e dell'utilità che ogni strategia ha per quel giocatore, {\displaystyle \forall \sigma _{i}\in \Sigma _{i},U(\sigma _{i})\to \mathbb {R} }

Le espressioni gioco a informazione completa e gioco a informazione perfetta, nella teoria dei giochi, individuano due classi importanti di giochi.

## Differenze tra i giochi a informazione completa e i giochi a informazione perfetta
- Nei giochi a informazione completa, si richiede che ogni giocatore abbia tutte le informazioni sul contesto e sulle possibili strategie degli avversari, ma non necessariamente sulle loro azioni. Ne sono un esempio i giochi statici, nei quali viene chiesto ai giocatori di scegliere una delle loro strategie in modo isolato, senza conoscere quello che hanno fatto gli altri giocatori. Ad esempio, nel classico gioco della Morra cinese, ogni giocatore conosce le strategie possibili dell'avversario (Carta, Sasso, Forbici) e anche l'utilità delle varie strategie (Se il giocatore G1 gioca Sasso, il giocatore G2 sa che giocando Carta vince, giocando Forbici perde, e tirando a sua volta Sasso pareggia, che corrispondono all'utilità dal punto di vista del giocatore G2 delle sue strategie), ma non conosce quale strategia attuerà l'avversario;
- Nei giochi a informazione perfetta, ogni giocatore, inoltre, è a conoscenza di tutte le mosse eseguite dagli altri giocatori, fino a quel punto del gioco.

Come si può notare, un gioco a informazione perfetta è anche un gioco a informazione completa, mentre non necessariamente il contrario è vero.
I giochi a informazione perfetta sono necessariamente sequenziali, ovvero a turni. In questo modo, la mossa del giocatore può essere basata su una conoscenza completa del contesto (incluse tutte le mosse avversarie rilevanti).

## Esempi
Esempi classici di giochi a informazione perfetta sono gli scacchi, il tris, la dama, Othello, il go e tutti i mancala, il backgammon, il gioco dell'ultimatum e il gioco del centipede.
Mentre sono giochi a informazione completa il dilemma del prigioniero e il Trust game.